# Armenska apostolska cerkev
Armenska apostolska cerkev ali Armenska pravoslavna cerkev 
(armensko Հայ Առաքելական Եկեղեցի) je ena od prvotnih vzhodnih pravoslavnih cerkva in je ne smemo zamenjevati z Armensko katoliško cerkvijo. Ime je dobila, ker naj bi po legendi prinesla krščanstvo v Armenijo apostola Jernej in Tadej. Nekateri jo imenujejo tudi Gregorijanska cerkev po Gregorju Razsvetitelju, ki je leta 301 takratnega armenskega kralja Tiridat IV. spreobrnil v krščanstvo in mu gre tako največ zaslug, da je krščanstvo postalo državna vera.
Od takrat še enotne krščanske cerkve se je ločila leta 506 po nesoglasjih na kalhedonskem koncilu glede vprašanja monofizitizma. Na kalhedonskem koncilu so obsodili monofizitizem in določili, da ima Jezus Kristus dvojno »naravo«, tako človeško kot božansko, Armenska apostolska cerkev (ki se tega koncila ni udeležila) pa je mnenja, da to vprašanje presega človeški razum. Nekaj nesoglasij glede tega sta šele 13. decembra 1996 zgladila papež Janez Pavel II. in katolikos Karekin I.
Poglavar cerkve je katolikos, čigar sedež je v mestu Ečmiadzin v armenski provinci Armavir, približno 20 km zahodno od armenskega glavnega mesta Erevana.
Liturgično ima več skupnega z latinskim obredjem kot z drugimi pravoslavnimi cerkvami. Tudi škofovska oblačila so skoraj enaka kot pri dostojanstvenikih rimskokatoliške cerkve. Na enem koncu cerkve je bema - nekoliko povišana ploščad z oltarjem. Ikonostas se ne uporablja, namesto tega se bema pri nekaterih delih obreda zagrne z zaveso (podobno je bilo v času razkola tudi na zahodu). Pravila oblačenja so manj stroga kot pri drugih pravoslavnih cerkvah; vsak vernik in obiskovalec, ki vstopi v cerkev, naj bi kupil in prižgal svečo; prekrižanje je pravoslavno (torej najprej na desni in potem na levi strani prsi); velja načelo, da se Bogu v cerkvi ne kaže hrbta (cerkev je torej treba zapustiti zadenjsko). V okolici cerkva je večkrat mogoče videti drevo ali grm, na katerem visijo številne krpe. Vsako obesi vernik, ki opravi zasebno molitev. Ob posebnih dogodkih, kot je ozdravitev po resni bolezni ipd., se včasih opravi tudi žrtvovanje živali, izključno samcev, največkrat ovnov. Duhovnik po nedeljski maši najprej na temu namenjenem kamnu (orhnakar) zunaj cerkve blagoslovi žival in sol, nato pa v »hiši za žrtvovanje« (mataghatun) opravi žrtvovanje. Del mesa dobijo revni, preostanek pa poje družina darovalca, vedno kuhano in nikoli pečeno.
Armenski apostolski cerkvi pripada večina prebivalcev Armenije. Poleg tega ima kongregacije po bližnjevzhodnih državah; še posebej pomembna je v Iranu, kjer Armenci predstavljajo najštevilčnejšo krščansko manjšino. Številne kongregacije so tudi v ZDA in zahodnoevropskih državah z armensko diasporo.